# Курт Бернард
Курт Бернард Сімпсон (ісп. Kurt Bernard Simpson; нар. 8 грудня 1977, Лимон, Коста-Рика) — костариканський футболіст, що грав на позиції півзахисника, нападника.
Виступав, зокрема, за клуб «Лімон», а також національну збірну Коста-Рики.

## Клубна кар'єра
У дорослому футболі дебютував 1998 року виступами за команду клубу «Лімоненсе», в якій провів три сезони.
Згодом з 2001 по 2009 рік грав у складі команд клубів «Сантос де Гвапілес», «Ередіано» та «Пунтаренас».
2009 року перейшов до клубу «Лімон», за який відіграв 6 сезонів. Завершив професійну кар'єру футболіста виступами за команду «Лімон» у 2015 році.

## Виступи за збірну
2006 року дебютував у складі національної збірної Коста-Рики в товариському матчі проти Південної Кореї. Протягом кар'єри у національній команді провів у формі головної команди країни 10 матчів, забивши 1 гол.
У складі збірної був учасником чемпіонату світу 2006 року у Німеччині.

## Титули і досягнення
- Переможець Кубка центральноамериканських націй: 2007